# Frederik Fetterlein
Frederik Fetterlein (Rungsted, 11 luglio 1970) è un ex tennista danese.

## Carriera
In carriera ha raggiunto una finale di doppio al Copenaghen Open nel 1997, in coppia con il connazionale Kenneth Carlsen. Ha raggiunto il secondo turno nel singolare in tutte e quattro le prove del Grande Slam.
In Coppa Davis ha giocato un totale di 48 partite, ottenendo 19 vittorie e 29 sconfitte. Per la sua dedizione nel rappresentare il proprio Paese nella competizione è stato insignito del Commitment Award.

## Statistiche

### Doppio

#### Finali perse (1)
| Numero | Anno          | Torneo                      | Superficie | Compagno        | Avversari in finale             | Punteggio |
| 1.     | 16 marzo 1997 | Copenaghen Open, Copenaghen | Sintetico  | Kenneth Carlsen | Andrej Ol'chovskij Brett Steven | 4-6, 2-6  |